# Cogulló de Cal Torre
El Cogulló de Cal Torre, o Cogulló de Can Torra, és una muntanya de 882 metres que es troba entre els municipis de Castellfollit del Boix i de Rajadell, a la comarca catalana del Bages. És un dels punts que es disputen ser el centre geogràfic de Catalunya.
Des del cim s'aprecien unes visites impressionants que permeten gaudir d'una panoràmica de la muntanya de Montserrat, la serra del Cadí o el Pedraforca. Constitueix un mirador excepcional de la unitat orogràfica que formen la serra de Can Torra i les valls de Grevalosa i Canyelles. S'hi pot pujar a peu en una hora i mitja des de Rajadell i en cotxe des de Castellfollit del Boix. L'onze de setembre, Diada Nacional de Catalunya, és tradicional plantar-ne una senyera al cim.
Al cim podem trobar un vèrtex geodèsic (referència 277112001).
Aquest cim està inclòs a la llista dels 100 cims de la FEEC.